# Dahlab proti Švýcarsku
Meritem soudního sporu Dahlab vs. Švýcarsko je možnost nošení hidžábu ve školství. Evropský soud pro lidská práva (ESLP) v roce 2001 zamítl stížnost učitelky prvního stupně základní školy, která se domáhala zrušení zákazu nošení hidžábu stanoveného švýcarskými zákony.

## Okolnosti případu a soudní spor ve Švýcarsku
Lucia Dahlab byla švýcarskou občankou, která působila na prvním stupni základní školy v Ženevském kantonu na konci 80. a na počátku 90. let 20. století. Původně se hlásila ke křesťanské víře, ale následně se od křesťanství odklonila a definitivně konvertovala k islámu z jara roku 1991, na což měl bezpochyby vliv její sňatek s Alžířanem muslimského vyznání, se kterým měla tři syny. Ti se narodili v letech 1992, 1994 a 1998.
V průběhu roku 1991 začala nosit do školy, a to i na hodiny výuky, hidžáb. Žádná vlna nevole konzervativních rodičů studentů se nezvedla a učitelka tak mohla učit v hidžábu bez jakýchkoliv problémů. V následujících letech strávila nějaký čas na mateřských dovolených se svými syny a nedlouho po návratu z té druhé došlo v květnu 1995 k inspekci školským inspektorem pro ženevský kanton. Ten byl znepokojen tím, že ve školství učí někdo, kdo používá pokrývku hlavy, kterou lze jasně považovat za náboženský symbol. Po prošetření ředitelstvím pro základní vzdělávání byla Lucia Dahlab písemně vyzvána, aby hidžáb ve škole nenosila, a to na základě § 6 zákona o veřejném vzdělávání, který stanoví, že učitel ve státních školách je povinen dodržovat náboženskou neutralitu a je povinen vyvarovat se jakémukoliv nošení náboženských symbolů a jiných symbolů, které by mohly ohrozit náboženskou neutralitu a sekulární charakter státního švýcarského vzdělávání.
Proti tomuto nařízení se Lucia Dahlab v listopadu 1996 odvolala a požadovala jeho zrušení, a to na základě porušení článku 9 Úmluvy, který zaručuje náboženskou svobodu, jež byla podle stěžovatelky nařízením ředitelství narušena. Stěžovatelka také uvedla, že hidžáb je součást oblečení, které je běžně dostupné v obchodě, a z toho důvodu může být použit jak muslimskou částí populace, tak i tou ateistickou částí, která by nošením hidžábu nevyslovovala náboženské ukotvení a hidžáb mohla nosit například z praktických a estetických důvodů.
Švýcarský soud ve svém rozsudku ale uvedl, že stěžovatelka hidžáb nenosí z důvodu estetičnosti, nýbrž z důvodu prosazování náboženských pravidel a zásad, které vycházejí z Koránu, a dále, že hidžáb lze považovat za symbol, který představuje výrazný a jasný symbol islámského náboženství a není tedy pochyb o tom, že nositelé hidžábu jsou na první pohled příslušníci islámu a prosazují toto náboženství. Stěžovatelka nesouhlasila s rozsudkem švýcarského soudu a podala proto stížnost k ESLP.

## Soudní řízení u ESLP
ESLP v úvodu svého rozsudku uvedl, že stěžovatelka pracuje ve veřejném sektoru a příslušníci tohoto sektoru mohou požívat svá náboženská práva pouze omezeně, nikoliv v plném rozsahu. Připustil však, že jakýkoliv zásah do náboženských práv musí projít důkladně testem proporcionality a je zapotřebí, aby se každý takový zásah posuzoval individuálně a se vší pečlivostí. Soud uvedl, že je prakticky nemožné zákonem vyjmenovat všechny druhy omezení, zákazů a příkazů, a proto se opírá o hodnoty, na kterých je právní řád vybudován a ukotven. Z § 6 zákona o veřejném vzdělávání sice vyplývá, že politické a náboženské přesvědčení žáků a rodičů jsou garantována, ale § 164 kantonální Ústavy zase uvádí, že stát je oddělen od církve a tyto dva stavy jsou vzájemně nezávislé. Dále uvádí, že § 160 odst. 2 zákona o veřejném vzdělávání říká, že zaměstnanci veřejného sektoru nesmí příslušet do duchovního stavu a jsou povinni zachovávat náboženskou neutralitu a sekulární charakter veřejného školství.
Stěžovatelka mínila, že se po celou dobu výkonu povolání nesetkala s negativními reakcemi studentů a rodičů a domnívala se tedy, že zásah do jejích práv nesleduje legitimní cíl a není proto nezbytný. Soud naopak uvedl, že zásah do náboženské svobody a svobody odívání stěžovatelky je legitimní, a to z důvodu zajištění náboženské neutrality a souladu jednotlivých náboženství. ESLP tvrdil, že pokud by tak neučinil, škola by se mohla stát místem konfliktu, jestliže by učitelé byli oprávněni nosit výrazné náboženské symboly, a je tedy ve veřejném zájmu takovým konfliktům předejít. ESLP zdůraznil sekulární charakter švýcarského veřejného vzdělávání a uvedl, že není protiprávní přiměřeně zasahovat do náboženských práv učitelů, kteří jsou nuceni ona omezení tolerovat, chtějí-li učit ve veřejných školách. V tomto případě učitelka vyučovala malé dětí v rozmezí čtyř až osmi let a soud ve svém rozsudku uvedl, že právě malé děti jsou skupinou nejnáchylnější jakémukoliv ovlivňování. Děti v tomto věku berou učitele za vzor, vzhlížejí k němu a v případě, že by se učitel snažil děti ovlivnit, byla by zde velmi vysoká pravděpodobnost, že se mu to povede.
Soud se dále zabýval porovnáním hidžábu s křesťanskými křížky a došel k závěru, že drobný šperk sice je náboženským symbolem, ale velice malým a nelze jej tedy porovnávat rozsahem s muslimskými šátky. ESLP se nechtěl hluboce ponořovat do této problematiky, ale z logiky jeho vyjádření vyplývá, že není na místě porovnávání muslimských šátků s malými křesťanskými křížky, případně jinými malými náboženskými symboly, a bylo by poněkud zvláštní, pokud by soud ve školách zakázal krucifix, ale ponechal učitelkám možnost nosit hidžáb, případně jiný náboženský šátek. Výrazný náboženský symbol totiž vyvolá s mnohem větší pravděpodobností více reakcí než malý křížek, který je sotva vidět a je ve veřejném zájmu případným konfliktům předcházet.
Stěžovatelka se dále domnívala, že došlo k zásahu do jejích náboženských práv na základě článku 9 Úmluvy a uváděla, že takový zásah nemá ve švýcarském právním řádu opodstatnění a rozporovala, že soud jednal ve veřejném zájmu, protože nošení hidžábu nevyvolalo negativní reakce ani žáků, ani rodičů žáků. Také uvedla, že došlo k zásahu do jejích práv na základě článku 14 Úmluvy a sice, že byla diskriminována na základě pohlaví, protože muž muslimského vyznání by mohl působit ve veřejném školství, aniž by byl jakkoliv omezován. ESLP naopak uvedl, že dle článku 27 odst. 3 švýcarské ústavy je jedním z principů veřejného vzdělávání princip neutrality a sekulárního charakteru veřejného vzdělávání. Tyto zásady jsou uplatňovány ve všech veřejných školách a stěžovatelka se na základě svého rozhodnutí rozhodla, že bude učit ve veřejném sektoru, tedy v sektoru, kde je kladen důraz na neutralitu a sekulární charakter vzdělávacího systému. Dalším z aspektů je dle soudu možnost stěžovatelky působit v nějaké ze soukromých škol, které nemusí být dle zákona sekulární a neutrální, a že takových škol je v ženevském kantonu mnoho.
ESLP se podrobně věnoval případnému ovlivnění žáků a připomněl, že důraz na náboženskou neutralitu je kladen již po dlouhou dobu a kdyby nošení hidžábu nebylo zakázáno, bylo by to v rozporu právě s onou náboženskou neutralitou. Zásah byl tedy dle soudu legitimní a byl učiněn v zájmu demokratické společnosti a je ospravedlnitelný. Tím, že učitel začal učit na základní škole ve veřejném sektoru, přijal požadavky vyplývající z principu sekulárního školství a je do určité míry představitelem státu a jeho hodnot. Pokud by učitel stál před žáky jako představitel nějakého náboženství, mohl by děti velice snadno ovlivnit, obzvláště pokud by se jednalo o malé děti, jako tomu bylo v případě stěžovatelky. Ta však namítala, že k žádnému ovlivňování nedocházelo a tvrdila, že § 6 zákona o veřejném vzdělávání stanoví, že školský systém má být neutrální, ale už nehovoří o neutralitě učitelů. Soud přesto rozhodl, že v případě, že se ve státě vyskytuje více náboženství, je racionální a ospravedlnitelné činit určité kroky, které vedou k omezování náboženských práv, aby se předcházelo případným konfliktům. Na argument stěžovatelky, že dle zákona je sekulární pouze systém, reagoval tak, že slova zákona mají mnohdy nižší váhu, než má jeho podstata, a to je právě tento případ. Pokud je tedy vyžadována sekularita od žáků, je více než logické, že od učitelů bude vyžadována také.
Stěžovatelka poté rozporovala, že zásah do jejích práv byl legitimní a ospravedlnitelný, načež soud poukázal na judikaturu z předchozích let a uvedl, že míra zásahu do práv stěžovatelky byla z principu správná a sledovala legitimní cíl. Ten je v tomto případě zamezení případnému ovlivňování žáků, udržení sekulárního charakteru a neutrality školského systému a státu jako takového. Soud opět poukázal na to, že malé děti jsou tou nejsnáze ovlivnitelnou skupinou populace a omezení nošení muslimského šátku je v demokratické společnosti nezbytné v zájmu zachování sekularity.
ESLP se také zabýval tvrzením stěžovatelky, že je diskriminována na základě pohlaví, protože muž muslimského vyznání by ve švýcarském veřejném školství mohl bez omezení působit. Soud však uvedl, že by postupoval stejně, pokud by muž muslimského vyznání nosil nějaký výrazný náboženský symbol. Nošení hidžábu ve školství nebylo zakázáno proto, že jej nosí žena, ale proto, že hidžáb je výrazným náboženským symbolem a je na první pohled jasné, že ten, kdo jej nosí, je muslimského vyznání. Soud tedy došel k závěru, že k diskriminaci z důvodu pohlaví v tomto případě nedošlo a potvrdil proto rozsudek švýcarského soudu.